# Nitidotellina minuta
Nitidotellina minuta is een tweekleppigensoort uit de familie van de Tellinidae. De wetenschappelijke naam van de soort is voor het eerst geldig gepubliceerd in 1872 door Lischke.